# The Honolulu Advertiser
The Honolulu Advertiser – amerykański dziennik wydawany w Honolulu na Hawajach od 1856 do 2010 roku.
Gazeta została założona przez Henry'ego M. Whitney'ego pod nazwą The Pacific Commercial Advertiser i początkowo ukazywała się jako tygodnik. Jej celem było dostarczanie informacji dla rozwijającej się społeczności hawajskiej, a także promocja interesów biznesowych i politycznych amerykańskich osadników. W 1921 roku zmieniła nazwę na The Honolulu Advertiser i stała się jednym z wiodących dzienników na Hawajach.
Na przestrzeni lat gazeta wielokrotnie zmieniała właścicieli. W 1898 roku została przejęta przez Lorrina A. Thurstona, zwolennika aneksji Hawajów przez Stany Zjednoczone. Pod jego kierownictwem The Honolulu Advertiser odegrał znaczącą rolę w kształtowaniu opinii publicznej na temat politycznych i społecznych zmian na wyspach. W kolejnych dekadach gazeta rozwijała się, przechodząc pod zarząd różnych przedsiębiorstw medialnych, w tym Gannett Company, które nabyło ją w 1971 roku.
W 2010 roku The Honolulu Advertiser został zakupiony przez kanadyjską grupę Black Press, właściciela konkurencyjnego Honolulu Star-Bulletin. W wyniku fuzji obu tytułów powstał nowy dziennik – Honolulu Star-Advertiser, który stał się największą gazetą codzienną na Hawajach. Zakończenie działalności The Honolulu Advertiser po ponad 150 latach było jednym z najważniejszych wydarzeń w historii mediów na wyspach, symbolizującym konsolidację rynku prasowego i zmieniające się realia współczesnego dziennikarstwa.